# NGC 792
NGC 792 је лентикуларна галаксија у сазвежђу Ован која се налази на NGC листи објеката дубоког неба.
Деклинација објекта је + 15° 42' 44" а ректасцензија 2h 2m 15,3s. Привидна величина (магнитуда) објекта NGC 792 износи 13,2 а фотографска магнитуда 14,2. NGC 792 је још познат и под ознакама UGC 1517, MCG 2-6-15, CGCG 438-14, IRAS 01595+1528, PGC 7744.